# District de L'Île-Rousse
Le district de l'Île-Rousse est une ancienne division territoriale française du département de la Corse puis du Golo de 1790 à 1795.
Il était composé des cantons de Calvi, Caccia, Montegrosso, Paraso, Patro, Regino et Sant' Angelo.